# اپفنباخ
اپفنباخ (به آلمانی: Epfenbach) یک شهر در آلمان است که در راین-نکار-کرایس واقع شده‌است.
 اپفنباخ  ۲٬۵۱۷ نفر جمعیت دارد.